# Клочко, Андрей Андреевич
Андрей Андреевич Клочко – украинский политик, предприниматель, общественный деятель.
Народный депутат Украины IX созыва, избранный от партии «Слуга народа» (№83 в списке), член партии «Слуга народа».
Председатель Комитета Верховной Рады по вопросам организации государственной власти, местного самоуправления, регионального развития и градостроительства. Заместитель члена Постоянной делегации в Парламентской Ассамблее НАТО.

## Образование
- В 1987–1998 годах учился в средней общеобразовательной школе I-III ступеней № 264 с углубленным изучением английского языка Деснянского района города Киева под руководством директора – Бугаевой Людмилы Николаевны и при классном руководстве педагога по мировой литературе – Арсенюк Людмилы Андреевны[5][6].
- В 1998-2004 прошел обучение на факультете электроники НТУУ «Киевский политехнический институт», получил квалификацию «Инженер-электроник» по специальности «Физическая и биомедицинская электроника».
- 2003-2005 – учеба на факультете «Экономика предприятия» в Украинской академии менеджмента и бизнеса, получил квалификацию «Специалист по экономике».
- В 2003 году прошел военную подготовку в Военном институте телекоммуникаций и информатизации и получил звание «Младший лейтенант».
- В 2010 году окончил с отличием Международный институт менеджмента и получил квалификацию магистра бизнес-администрирования (MBA).
- С 2017 года – аспирант[7] Национальной академии государственного управления при Президенте Украины.
- С 2019 года – аспирант Львовского национального университета имени Ивана Франко.

## Трудовая деятельность
Занимался предпринимательской деятельностью (производством и продажами) в сфере оптовой и розничной торговли книжной продукции.
В 2008-2011 годах возглавлял департамент продаж медиа-холдинга «Главред-Медиа».
2009-2013 года – руководитель книжного проекта «Читайка».
2013-2018 - работал на управленческих должностях в сфере переработки и дистрибуции в Украине и за рубежом сельскохозяйственной продукции.
Перед избранием Народным депутатом Украины был помощником проректора и ведущим специалистом отдела международных отношений в Киевском национальном университете строительства и архитектуры.
Был одним из соучредителей Торгового дома «Интелферт Украина»  и «Радуга Украина».
Вышел из состава соучредителей после избрания Народным депутатом Украины.

## Политическая деятельность
В 2014 году баллотировался в Верховную Раду по 217-му избирательному округу (Киев, Оболонь).
В 2015 году – в Киевский городской совет (Днепровский район).
В 2019 году - №83 в списке партии «Слуга народа» на внеочередных выборах в Верховную Раду прошел в парламент.
В составе Верховной Рады IX созыва является Главой Комитета Верховной Рады по вопросам организации государственной власти, местного самоуправления, регионального развития и градостроительства. Выступил инициатором более 120 законопроектов.
Является участником Постоянной делегации в Парламентской ассамблее НАТО, сопредседателем группы по межпарламентским связям с Финляндской Республикой, секретарем группы по межпарламентским связям с Республикой Корея и заместителем сопредседателя группы по межпарламентским связям с Японией.
Состоит в группе межпарламентских связей с Австралией, Государством Катар, Швецией, Норвегией, Соединенным Королевством Великобритании и Северной Ирландии.
Член Совета Строительной палаты Украины.
Является главой Подкомитета по вопросам государственного архитектурно-строительного контроля и надзора, лицензирования и страхования в строительстве.

## Общественная деятельность
Андрей Клочко является вице-президентом Всеукраинской Федерации Петанка, главой судейского комитета Федерации.
Соучредитель Школы политических лидеров.
Был руководителем общественной организации «Коло».

## Личная жизнь
Женат, воспитывает двоих детей – сына Адриана и дочь Эвелину.
Мать — Наталья Клочко и сестра Елена Грузицкая.

## Состояние
Большая часть недвижимости и автопарка зарегистрировано на мать Наталью Клочко и сестру Елену Грузицкую.
В 2019 году, как он стал депутатом, его 70-летняя мать "купила" землю в элитном посёлке "Полесье-2006" возле Киева (село Блиставица) за 2 млн гривен.
В 2021 году мать снова "купила" таунхаус на 150 кв.м в селе Перемога возле Броваров за 2 млн гривен.
Последняя "покупка" — 2 квартиры (67,7 кв.м и 199,4 кв.м) в столичном ЖК «Ривьера» за 9,5 млн грн.
Андрей Клочко объяснил покупки матери элитной недвижимости тем, что ей помогает сестра. В то же время сестра живет на Троещине (район Киева далеко от центра города) и ездит на дешевом авто, как и её муж. Бизнеса и у сестры, и у матери, и у мужа сестры собственного нет.
В августе 2021 года сестра купила элитную квартиру за 4 млн грн в том же ЖК, что и мать. Ещё она купила (оформлено на неё) квартиру в Крюковщине за миллион гривен и на Троещине за 2,5 млн.

### Автопарк
Ездит на чёрном 500-м Мерседесе 2011 года выпуска и Tesla Model X. Автомобили записаны на сестру и мать.
Задекларировал два «Запорожца», Volkswagen Touareg 2011 года выпуска и Toyota RAV4 2016 года.
В 2021 году семья Клочка приобрела Nissan Leaf 2012-го и Mercedes S63 2014 года выпуска.